# Antianthe foliacea
Antianthe foliacea är en insektsart som beskrevs av Carl Stål. Antianthe foliacea ingår i släktet Antianthe och familjen hornstritar. Inga underarter finns listade i Catalogue of Life.